# Jacques Bertillon

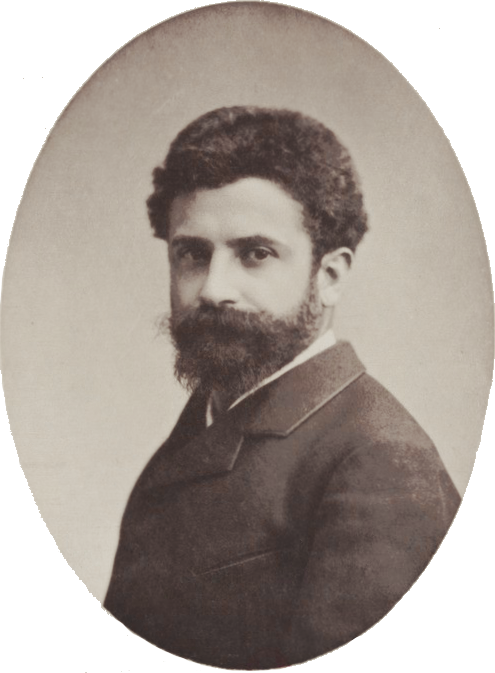
Jacques Bertillon

Adolphe-Louis Jacques Bertillon (* 11. November 1851 in Paris; † 7. Juli 1922 in Valmondois) war ein französischer Statistiker und Demograph.

## Leben
Jacques Bertillon war der Sohn des Arztes, Wissenschaftlers und Statistikers Louis-Adolphe Bertillon und der ältere Bruder des Kriminologen und damaligen Chefs des Erkennungsamtes in Paris Alphonse Bertillon.
Als ausgebildeter Arzt wandte er sich 1870 der Statistik zu und folgte seinem Vater bei der statistischen Beschreibung der Bevölkerung Frankreichs nach.
Auf Bertillon geht eines der ersten systematischen Verzeichnisse der Todesursachen (Bertillon-Klassifikation, 1893) zurück, aus dem sich später der von der WHO herausgegebene ICD entwickelte.